# فهرست روبان‌های آگاهی‌بخشی
در زیر فهرستی از روبان‌های آگاهی‌بخشی یا روبان‌های آگاهی‌دهنده یا روبان‌های نماد آمده‌است:
| روبان                | رنگ               | معنی |
| -------------------- | ----------------- | --- |
| White ribbon         | روبان سفید        | - پرهیز از خشونت علیه زنان |
| Yellow ribbon        | روبان زرد         | - آگاهی در برابر خودکشی - آگاهی در مورد آندومتریوز |
| Blue ribbon          | روبان آبی         | - جنبش مبارزه با معاملات جنسی و برده داری - جنبش مبارزه با کودک آزاری - سرطان پروستات - جمعیت ضد دخانیات کانادا                                                                                      |
| Jade ribbon          | روبان یشمی        | - کمپین اطلاع‌رسانی دربارهٔ هپاتیت ب و سرطان کبد در آسیا و اقیانوسیه |
| Purple ribbon        | روبان ارغوانی     | - لوپوس - سارکوئیدوز - عدم تعصب دینی - ارتقاء آگاهی در رابطه با خشونت علیه زنان - آگاهی در رابطه با خشونت‌های داخلی - آگاهی در رابطه با تنبیه بدنی کودکان                                             |
| Periwinkle ribbon    | روبان پِروانش      | - بیماری پرفشاری خون در رگ‌های شش |
| Pink and Blue ribbon | روبان صورتی و آبی | - سرطان التهابی سینه - مرگ و میر کودکان |
| Orange ribbon        | روبان نارنجی      | - هشدار انرژی در نیجریه - کمپین حمایت از حیوانات - کمپین مبارزه با خودزنی - مخالفت با نژادپرستی - نماد انقلاب نارنجی اوکراین در سال ۲۰۰۴ - کمپین مخالفان زندان گوانتانامو - نماد بیماران مبتلا به MS |
| Red ribbon           | روبان سرخ         | - هشدار و اطلاع‌رسانی در رابطه با بیماری ایدز - سوء مصرف مواد (هفته روبان سرخ عموماً در مدارس برگزار می‌شود)                                                                                            |
| Gray ribbon          | روبان خاکستری     | - بیماری دیابت - بیماری روانیاختلال شخصیت مرزی Borderline Personality Disorder |
| Red ribbon           | روبان سیاه        | - کمپین آنارشیست‌های روبان سیاه - نماد بزرگداشت کشته‌شدگان دانشگاه صنعتی ویرجینیا |
| Pink ribbon          | روبان صورتی       | - سرطان سینه |
| Green ribbon         | روبان سبز         | کمپین حمایت از سلامت روان {https://www.mentalhealth.org.uk/green-ribbon-campaign} - کمپین حمایت از اهداء عضو - کمپین حفاظت از محیط زیست                                                              |
| Teal ribbon          | روبان کله غازی    | - سرطان تخمدان - کمپین مبارزین علیه تجاوز جنسی |
| Violet ribbon        | روبان بنفش        | - لنفوم هوچکین - تلاش مردمی برای افزایش آگاهی مردم دربارۀ صرع |
| Gold ribbon          | روبان طلایی       | - کمپین حمایت از کودکان سرطانی |